# Daniel de Pàdua
Daniel de Pàdua (Pàdua, s. II - 168 o s. III - 304) fou un cristià, mort màrtir. És venerat com a sant per diverses confessions cristianes. Probablement fou martiritzat a l'inici del segle iv, durant les persecucions de Dioclecià. La tradició posterior el va voler vincular al primer bisbe de la ciutat, Prosdòcim de Pàdua, convertint-lo en el seu diaca i fent que patís martiri cap al 168. Per la inscripció de la tomba, que diu que era levita, pot haver estat jueu.
Les seves relíquies es traslladaren a l'església de Santa Sofia el 3 de gener de 1064, data que quedà com a la seva festivitat. És un dels quatre patrons de Pàdua (amb Antoni de Pàdua, Prosdòcim i Justina de Pàdua).
No va ésser conegut fins que l'últim terç del segle xi es trobà el seu cos a l'oratori de San Prosdocimo: un sarcòfag romà de marbre amb restes de claus amb la inscripció Hic corpus Danielis martyris et levitae quiescit. La tomba es conserva a la catedral de Pàdua.